# 根岸東一郎
根岸 東一郎（ねぎし とういちろう、1899年10月 - 1949年頃）は、日本の元俳優、元映画監督、元脚本家である。本名同じ。

## 人物・来歴
1899年（明治35年）10月、群馬県前橋市紅雲町に生まれる。
明治学院から早稲田大学商学部へ進学して、卒業後は新劇団金星座に入り初舞台を踏む。1925年（大正14年）2月、日活京都撮影所に入社。同年、同撮影所第二部で製作された村田実・三枝源次郎共同監督による現代劇のサイレント映画『法を慕ふ女』に出演して映画デビューした。同社では現代劇俳優であった。
1928年（昭和3年）4月、マキノ・プロダクションに移籍。同年6月の牧野省三・松田定次共同監督による『雷電』に主演、江戸時代の大関・雷電爲右エ門を演じて時代劇俳優に転向した。同作にはすでに映画監督としてデビューしていたマキノ正博（のちのマキノ雅弘）が「牧野正博」名義で出演している。同年10月、マキノ正博監督の『浪人街 第一話 美しき獲物』に、南光明、谷崎十郎、河津清三郎とともに主演、同作は同年のキネマ旬報ベストテン第1位を獲得した。つづいて同年には田村虚舟と共同監督として、『親子鴉』に主演、映画監督としてデビューする。
1931年（昭和6年）、『片手無念流 前篇』をマキノ・プロダクションで監督したが、同社が製作不能に陥り、河合映画製作社に移籍。第二篇・完結篇を河合で監督し、シリーズを完成した。1933年（昭和8年）、河合映画が大都映画に改組してからも、ひきつづき監督業を務めた。河合・大都では出演作はない。
1935年（昭和10年）、マキノ正博がマキノトーキー製作所を設立するや、同社に移籍し、早速『無鉄砲選手』を監督する。11作のトーキーを監督、マキノが監督した『丹下左膳 乾雲必殺の巻 第一篇』、『丹下左膳 坤竜呪縛之巻』に出演した。1937年（昭和12年）4月に同社は解散となる。
1939年（昭和14年）、日活京都撮影所で数本の映画に出演した以降の記録が見当たらない。晩年は恵まれず、終戦後間も無く死去したとされている。没年不詳。

## おもなフィルモグラフィ
特筆以外は出演である。
- 『法を慕ふ女』 : 監督村田実・三枝源次郎、1925年
- 『海国男児』 : 監督溝口健二、1926年
- 『人の一生 人生万事金の巻 第一篇』 : 監督溝口健二、1928年
- 『人の一生 浮世は辛いねの巻 第二篇』 : 監督溝口健二、1926年
- 『人の一生 クマとトラ再会の巻 第三篇』 : 監督溝口健二、1926年

- 『雷電』 Raiden : 監督牧野省三・松田定次、1928年
- 『浪人街 第一話 美しき獲物』 : 監督マキノ正博、1928年
- 『親子鴉』 : 共同監督田村虚舟、1928年 - 初監督・主演
- 『浪人街 第二話 楽屋風呂 第一篇』 : 監督マキノ正博、1929年
- 『浪人街 第二話 楽屋風呂 解決篇』 : 監督マキノ正博、1929年
- 『浪人街 第三話 憑かれた人々』 : 監督マキノ正博、1929年
- 『首の座』 : 監督マキノ正博、1929年
- 『学生三代記 天保時代』 : 監督阪田重則・松田定次・三上良二、1930年
- 『琵琶湖シャンソン』 : 1930年 - 監督・主演
- 『片手無念流』前篇・第二篇・完結篇 : 1931年 - 監督
- 『異人斬 東禅寺の血煙』 : 1932年 - 監督
- 『大丈夫の松五郎』 : 1933年 - 監督
- 『新籠の鳥』 : 1933年 - 監督、大都映画設立第1作
- 『女はどうなるか』 : 1934年 - 監督
- 『母の心』 : 1935年 - 監督
- 『無鉄砲選手』 : 1935年 - 監督
- 『虞美人草』 : 監督溝口健二、1935年
- 『芝浜の革財布』 : 共同監督マキノ正博、1936年 - 監督
- 『艶福佐官侍』 : 1936年 - 監督
- 『ごろんぼ街』 : 共同監督マキノ正博、1936年 - 監督
- 『丹下左膳 乾雲必殺の巻 第一篇』 : 監督マキノ正博、1936年
- 『丹下左膳 坤竜呪縛之巻』 : 監督マキノ正博、1936年

- 『豪快三浪人』 : 監督紙恭平、1939年
- 『牢獄の花嫁』 : 監督荒井良平、1939年
- 『牢獄の花嫁 解決篇』 : 監督荒井良平、1939年

## 註
1. 1 2  『群馬県史 通史編9』群馬県、1979年、900頁。
2. 1 2 3 4 5 6 7 8 9 10 11  『日本映画俳優全集 男優篇』キネマ旬報社、1979年、443-444頁。
3. 1 2 3 4 5 6 7 8 9  『芸能人物事典 明治大正昭和』日外アソシエーツ、1998年。
4. 1 2 3 4 5 6 7 8 9 10 11 12  #外部リンク、「根岸東一郎」、日本映画データベース、2009年11月5日閲覧。
5. 1 2  雷電、日本映画データベース、2009年11月5日閲覧。